# Saison 2017-2018 du Lille Métropole Basket
La saison 2017-2018 du Lille Métropole Basket est la neuvième saison du Lille Métropole Basket en Pro B.

## Transfert
| Sous contrat - Thomas Ceci-Diop - Elias Kherzane - Nicolas Taccoen | Arrivées - Jean-Marc Dupraz (entraîneur) : contrat 2 ans - Maurice Acker : contrat 2 ans - Rakeem Buckles - Alexis Desespringalle - Charles Galliou : (prêt ASVEL prêt) - Stéphane Gombauld - Maël Lebrun : Pigiste puis contrat 1 an, - - Cory Remekun - Marcos Suka-Umu - Florent Tortosa | Départs - Nedeljko Ašćerić (entraîneur) : Nantes (Pro B) - Luka Ašćerić : Hières-Toulon (Pro A) - Deonte Burton : Stars de Salt Lake City (G-League) - Paul-Lou Duwiquet : Quimper (Pro B) via Gravelines-Dunkerque (retour de prêt) - DeQuan Jones : Mad Ants de Fort Wayne (G-League) - Pavel Marinov : Steaua Bucarest (Ligue nationale) - Junior Mbida : Orléans (Pro B) - Bryan Pamba : Nantes (Pro B) - Mohamed Queta : Saint-Chamond (Pro B) - Matoure Toure - - Jean-Victor Traoré : Le Portel (Pro A) |

## Effectifs
| P.  | #  | Nat. | Nom Prénom            | Taille | Âge |
| --- | -- | ---- | --------------------- | ------ | --- |
| 1   | 6  |      | Maurice Acker         | 1,76   | 31  |
| 1   | 16 |      | Elias Kherzane        | 1,80   | 18  |
| 2   | 18 |      | Marcos Suka-Umu       | 1,93   | 33  |
| 2   | 12 |      | Alexis Desespringalle | 1,92   | 33  |
| 2/3 | 12 |      | Maël Lebrun           | 1,98   | 27  |
| 3   | 8  |      | Florent Tortosa       | 1,97   | 28  |
| 3   | 11 |      | Charles Galliou       | 2,02   | 28  |
| 3   | 13 |      | Thomas Ceci-Diop      | 1,99   | 26  |
| 4   | 9  |      | Rakeem Buckles        | 2,01   | 27  |
| 4   | 14 |      | Stéphane Gombauld     | 2,04   | 27  |
| 5   | 15 |      | Nicolas Taccoen       | 2,05   | 32  |
| 5   | 17 | -    | Cory Remekun          | 2,03   | 27  |

| Entraîneur       | Assistants                        |
| ---------------- | --------------------------------- |
| Jean-Marc Dupraz | Maxime Bezin et Tony Dorangeville |

## Compétitions

### Matchs amicaux
Pré-saison
- Mons / Lille : 86-80
- Lille / Orchies : 84-73[23]
- Lille / Denain : 85-90
- Le Havre / Lille : 81-71

Pendant la saison
- Lille / Le Portel : 80-65[24]

### Leader's Cup
Pour cette édition de la Leader's Cup, le Lille Métropole Basket est dans la poule A avec les clubs du Havre et de Rouen. Après les deux premiers matchs à domicile, le bilan de Lille est de une victoire pour une défaite. Lille est finalement éliminé en phase de poule, après deux défaites supplémentaires à l'extérieur, avec un bilan final de une victoire pour trois défaites. Sur ces quatre rencontres, l'équipe de Lille est efficace en première mi-temps (+14) mais est dominée en deuxième mi-temps (-43).

#### Matches
| 22 septembre 2017 20h00 | 1er journée (Rapport) | Lille                                              | 64–78                               | Le Havre                                          |  | Palais Saint-Sauveur |
| 22 septembre 2017 20h00 | 1er journée (Rapport) | Score par quart-temps : 12-15, 17-17, 24-28, 11-18 |                                     |                                                   |  | Palais Saint-Sauveur |
| 22 septembre 2017 20h00 | 1er journée (Rapport) | Score par mi-temps : 29-32, 35-46                  |                                     |                                                   |  | Palais Saint-Sauveur |
| 22 septembre 2017 20h00 | 1er journée (Rapport) | Buckles, 18 3 joueurs, 7 Acker, 4 Suka, 16         | Points Rebonds Passes d. Évaluation | Aded Hussein, 18 Paschal, 9 Krayem, 8 Paschal, 20 |  | Palais Saint-Sauveur |

| 29 septembre 2017 20h00 | 3e journée (Rapport) | Lille                                             | 77–72                               | Rouen |  | Palais Saint-Sauveur |
| 29 septembre 2017 20h00 | 3e journée (Rapport) | Score par quart-temps : 22-14, 21-8, 13-19, 21-29 |                                     |       |  | Palais Saint-Sauveur |
| 29 septembre 2017 20h00 | 3e journée (Rapport) | Score par mi-temps : 43-22, 34-50                 |                                     |       |  | Palais Saint-Sauveur |
| 29 septembre 2017 20h00 | 3e journée (Rapport) | Acker, 29 Buckles, 9 Suka, 7 Acker, 26            | Points Rebonds Passes d. Évaluation |       |  | Palais Saint-Sauveur |

| 3 octobre 2017 20h00 | 4e journée (Rapport) | Le Havre                                                                 | 78–77                               | Lille                                   | OT | Salle des Docks Océane |
| 3 octobre 2017 20h00 | 4e journée (Rapport) | Score par quart-temps : 21-15, 12-18, 22-16, 13-19 ; prolongation : 10-9 |                                     |                                         | OT | Salle des Docks Océane |
| 3 octobre 2017 20h00 | 4e journée (Rapport) | Score par mi-temps : 33-33, 35-35                                        |                                     |                                         | OT | Salle des Docks Océane |
| 3 octobre 2017 20h00 | 4e journée (Rapport) | Krayem, 20 Jomby, 8 Krayem, 11 Krayem, 26                                | Points Rebonds Passes d. Évaluation | Acker, 26 Buckles, 11 Suka, 7 Acker, 26 | OT | Salle des Docks Océane |

| 10 octobre 2017 20h30 | 6e journée (Rapport) | Rouen                                             | 82–64                               | Lille                                        |  | Kindarena |
| 10 octobre 2017 20h30 | 6e journée (Rapport) | Score par quart-temps : 16-20, 22-16, 25-9, 19-19 |                                     |                                              |  | Kindarena |
| 10 octobre 2017 20h30 | 6e journée (Rapport) | Score par mi-temps : 38-36, 44-28                 |                                     |                                              |  | Kindarena |
| 10 octobre 2017 20h30 | 6e journée (Rapport) | Emegano, 16 3 joueurs, 6 Monceau, 5 Stevens, 18   | Points Rebonds Passes d. Évaluation | Buckles, 18 Acker, 6 Kherzane, 3 Buckles, 20 |  | Kindarena |

#### Statistiques
| Rang | Points                 | Rebonds                | Passes décisives      | Évaluation           |
| ---- | ---------------------- | ---------------------- | --------------------- | -------------------- |
| 1    | Maurice Acker : 18,5   | Rakeem Buckles : 8     | Marcos Suka-Umu : 4   | Rakeem Buckles : 18  |
| 2    | Rakeem Buckles : 14,25 | Marcos Suka-Umu : 4,5  | Maurice Acker : 3,25  | Maurice Acker : 15,5 |
| 3    | Marcos Suka-Umu : 14   | Nicolas Taccoen : 3,75 | Rakeem Buckles : 1,75 | Marcos Suka-Umu : 14 |

### Coupe de France
Le club du Lille Métropole Basket rencontre Denain à domicile le 7 novembre 2017 pour les 32e de finale. Le rencontre se termine sur une défaite de Lille avec un score de 78-81.

### Championnat

#### Matchs aller
| 13 octobre 2017 20h00 | 1er journée (Rapport) | Lille                                             | 65–50                               | Caen                                         |  | Palais Saint-Sauveur |
| 13 octobre 2017 20h00 | 1er journée (Rapport) | Score par quart-temps : 23-14, 9-13, 16-10, 17-13 |                                     |                                              |  | Palais Saint-Sauveur |
| 13 octobre 2017 20h00 | 1er journée (Rapport) | Score par mi-temps : 32-27, 33-23                 |                                     |                                              |  | Palais Saint-Sauveur |
| 13 octobre 2017 20h00 | 1er journée (Rapport) | Acker, 16 Buckles, 12 Acker, Suka, 6 Suka, 17     | Points Rebonds Passes d. Évaluation | Chelle, 13 Williams, 9 Cornely, 6 Chelle, 13 |  | Palais Saint-Sauveur |

| 20 octobre 2017 20h00 | 2e journée (Rapport) | Saint-Chamond                                        | 69–71                               | Lille                                           |  | Halle André Boulloche |
| 20 octobre 2017 20h00 | 2e journée (Rapport) | Score par quart-temps : 16-22, 26-13, 13-20, 14-16   |                                     |                                                 |  | Halle André Boulloche |
| 20 octobre 2017 20h00 | 2e journée (Rapport) | Score par mi-temps : 42-35, 27-36                    |                                     |                                                 |  | Halle André Boulloche |
| 20 octobre 2017 20h00 | 2e journée (Rapport) | Staten, 20 3 joueurs, 7 Staten, McGrew, 4 Staten, 19 | Points Rebonds Passes d. Évaluation | Suka, 16 Remekun, 10 Acker, 6 Suka, Remekun, 16 |  | Halle André Boulloche |

| 27 octobre 2017 20h00 | 3e journée (Rapport) | Lille                                              | 78–68                               | Poitiers                             |  | Palais Saint-Sauveur |
| 27 octobre 2017 20h00 | 3e journée (Rapport) | Score par quart-temps : 19-17, 23-14, 17-21, 19-16 |                                     |                                      |  | Palais Saint-Sauveur |
| 27 octobre 2017 20h00 | 3e journée (Rapport) | Score par mi-temps : 42-31, 36-37                  |                                     |                                      |  | Palais Saint-Sauveur |
| 27 octobre 2017 20h00 | 3e journée (Rapport) | Lebrun, 17 Suka, 9 Suka, 7 Lebrun, 18              | Points Rebonds Passes d. Évaluation | Tarrant, 20 Faye, 9 Faye, 3 Faye, 19 |  | Palais Saint-Sauveur |

| 4 novembre 2017 20h00 | 4e journée (Rapport) | Quimper                                            | 66–93                               | Lille                                        |  | Salle Omnisports Michel Gloaguen |
| 4 novembre 2017 20h00 | 4e journée (Rapport) | Score par quart-temps : 15-24, 21-28, 12-15, 18-26 |                                     |                                              |  | Salle Omnisports Michel Gloaguen |
| 4 novembre 2017 20h00 | 4e journée (Rapport) | Score par mi-temps : 36-52, 30-41                  |                                     |                                              |  | Salle Omnisports Michel Gloaguen |
| 4 novembre 2017 20h00 | 4e journée (Rapport) | Ellisor, 16 Cox, 10 Ellisor, 5 Ellisor, 20         | Points Rebonds Passes d. Évaluation | Acker, 22 Buckles, 10 Buckles, 5 Buckles, 24 |  | Salle Omnisports Michel Gloaguen |

| 10 novembre 2017 20h00 | 5e journée (Rapport) | Lille                                             | 69–57                               | Blois                                                                    |  | Palais Saint-Sauveur Arbitres : El Faiz, Gleynat, Esfih |
| 10 novembre 2017 20h00 | 5e journée (Rapport) | Score par quart-temps : 21-19, 18-9, 18-13, 12-16 |                                     |                                                                          |  | Palais Saint-Sauveur Arbitres : El Faiz, Gleynat, Esfih |
| 10 novembre 2017 20h00 | 5e journée (Rapport) | Score par mi-temps : 39-28, 30-29                 |                                     |                                                                          |  | Palais Saint-Sauveur Arbitres : El Faiz, Gleynat, Esfih |
| 10 novembre 2017 20h00 | 5e journée (Rapport) | Buckles, 14 Buckles, 12 Suka, 9 Suka, 18          | Points Rebonds Passes d. Évaluation | Augustin-Fairell, 18 Augustin-Fairell, 12 Brooks, 5 Augustin-Fairell, 23 |  | Palais Saint-Sauveur Arbitres : El Faiz, Gleynat, Esfih |

| 17 novembre 2017 20h30 | 6e journée (Rapport) | Vichy-Clermont                                     | 88–80                               | Lille                                      |  | Palais des Sports Pierre Coulon |
| 17 novembre 2017 20h30 | 6e journée (Rapport) | Score par quart-temps : 24-29, 16-15, 24-10, 24-16 |                                     |                                            |  | Palais des Sports Pierre Coulon |
| 17 novembre 2017 20h30 | 6e journée (Rapport) | Score par mi-temps : 40-54, 48-26                  |                                     |                                            |  | Palais des Sports Pierre Coulon |
| 17 novembre 2017 20h30 | 6e journée (Rapport) | Denave, 26 Koné, 6 Mitchell, 7 Denave, 23          | Points Rebonds Passes d. Évaluation | Acker, 18 Gombauld, 6 Suka, 6 Gombauld, 19 |  | Palais des Sports Pierre Coulon |

| 1er décembre 2017 20h00 | 7e journée (Rapport) | Lille                                              | 69–67                               | Fos                                                    |  | Palais Saint-Sauveur Arbitres : Ait Bari, Bourgeois, Mendes |
| 1er décembre 2017 20h00 | 7e journée (Rapport) | Score par quart-temps : 17-17, 22-22, 11-17, 19-11 |                                     |                                                        |  | Palais Saint-Sauveur Arbitres : Ait Bari, Bourgeois, Mendes |
| 1er décembre 2017 20h00 | 7e journée (Rapport) | Score par mi-temps : 39-39, 30-28                  |                                     |                                                        |  | Palais Saint-Sauveur Arbitres : Ait Bari, Bourgeois, Mendes |
| 1er décembre 2017 20h00 | 7e journée (Rapport) | Tortosa, 14 Suka, 6 Suka, 6 Suka, 19               | Points Rebonds Passes d. Évaluation | Choquet, 15 Burrows, 8 Choquet, 7 Choquet, Burrows, 18 |  | Palais Saint-Sauveur Arbitres : Ait Bari, Bourgeois, Mendes |

| 8 décembre 2017 20h00 | 8e journée (Rapport) | Lille                                              | 65–51                               | Nantes                                      |  | Palais Saint-Sauveur Arbitres : Murillon, Boury, Wallet |
| 8 décembre 2017 20h00 | 8e journée (Rapport) | Score par quart-temps : 16-13, 17-11, 15-14, 17-13 |                                     |                                             |  | Palais Saint-Sauveur Arbitres : Murillon, Boury, Wallet |
| 8 décembre 2017 20h00 | 8e journée (Rapport) | Score par mi-temps : 33-24, 32-27                  |                                     |                                             |  | Palais Saint-Sauveur Arbitres : Murillon, Boury, Wallet |
| 8 décembre 2017 20h00 | 8e journée (Rapport) | Suka, 13 3 joueurs, 5 Suka, 7 Suka, 19             | Points Rebonds Passes d. Évaluation | Vrkić, 17 Edi, Austin, 9 Digss, 4 Vrkić, 17 |  | Palais Saint-Sauveur Arbitres : Murillon, Boury, Wallet |

#### Statistiques
| Joueur                | Poste | MJ | 5D | MINS  | PTS   | Pourcentages aux tirs | Pourcentages aux tirs | Pourcentages aux tirs | Rebonds | Rebonds | Rebonds | Contres | Contres | PD   | IN   | BP   | Fautes | Fautes | ÉV    |
| Joueur                | Poste | MJ | 5D | MINS  | PTS   | TIRS                  | 3PTS                  | LF                    | O       | D       | T       | PR      | CT      | PD   | IN   | BP   | FTE    | FPR    | ÉV    |
| --------------------- | ----- | -- | -- | ----- | ----- | --------------------- | --------------------- | --------------------- | ------- | ------- | ------- | ------- | ------- | ---- | ---- | ---- | ------ | ------ | ----- |
| Rakeem Buckles        | 4     | 34 | 34 | 26.24 | 13.68 | 47.7                  | 35.5                  | 73.2                  | 2.18    | 4.79    | 6.97    | 0.59    | 0.47    | 1.76 | 1.15 | 1.88 | 2.62   | 2.56   | 15.91 |
| Maurice Acker         | 1     | 32 | 31 | 29.59 | 12.69 | 40.1                  | 40.8                  | 86.6                  | 0.41    | 1.72    | 2.13    | 0       | 0.22    | 3.88 | 0.91 | 2.53 | 2.28   | 2.84   | 10.63 |
| Marcos Suka-Umu       | 2     | 34 | 34 | 31.85 | 11.62 | 40.5                  | 31.9                  | 79.4                  | 0.47    | 3.65    | 4.12    | 0.18    | 0.26    | 5.03 | 1.15 | 1.94 | 1.97   | 3.21   | 14    |
| Nicolas Taccoen       | 5     | 34 | 34 | 21.44 | 7.47  | 61.3                  | 0.0                   | 48.0                  | 1.44    | 2.68    | 4.12    | 0.88    | 0.38    | 1.18 | 0.71 | 1.12 | 2.21   | 2.65   | 10.06 |
| - Cory Remekun        | 5     | 30 | 0  | 17.2  | 6     | 48.1                  | -                     | 54.1                  | 1.63    | 2.37    | 4       | 0.63    | 0.4     | 0.87 | 0.57 | 1.27 | 2.5    | 2.73   | 7     |
| Florent Tortosa       | 3     | 29 | 3  | 15.69 | 6.1   | 41.4                  | 33.2                  | 59.0                  | 0.17    | 2.03    | 2.21    | 0.03    | 0.14    | 1.14 | 0.21 | 1.48 | 1.34   | 0.97   | 4.62  |
| Stéphane Gombauld     | 4     | 33 | 0  | 11.3  | 5.24  | 50.8                  | 23.1                  | 69.6                  | 0.58    | 2.09    | 2.67    | 0.3     | 0.18    | 0.39 | 0.33 | 1.03 | 1.12   | 1.27   | 5.48  |
| Maël Lebrun           | 2/3   | 34 | 33 | 23.62 | 5.03  | 35.9                  | 27.1                  | 70.5                  | 0.76    | 2.88    | 3.65    | 0.12    | 0.12    | 1.12 | 0.62 | 0.82 | 1.97   | 0.97   | 6.15  |
| Thomas Ceci-Diop      | 3     | 26 | 1  | 14.96 | 4.58  | 41.5                  | 35.1                  | 69.0                  | 0.85    | 2.04    | 2.88    | 0.15    | 0.12    | 0.73 | 0.54 | 0.54 | 1.92   | 1.5    | 5.81  |
| Charles Galliou       | 3     | 32 | 0  | 11.16 | 2.69  | 37.8                  | 29.8                  | 81.8                  | 0.31    | 1.19    | 1.5     | 0.06    | 0.16    | 0.78 | 0.31 | 0.78 | 1.19   | 0.75   | 3.03  |
| Alexis Desespringalle | 2     | 20 | 0  | 9.5   | 2.7   | 38.2                  | 26.1                  | 50.0                  | 0.4     | 0.85    | 1.25    | 0.05    | 0.2     | 0.95 | 0.2  | 1.4  | 1.4    | 0.9    | 1.75  |
| Elias Kherzane        | 1     | 24 | 0  | 3.5   | 0.54  | 27.0                  | 0.0                   | 50.0                  | 0.29    | 0.21    | 0.5     | 0       | 0       | 0.29 | 0.21 | 0.29 | 0.71   | 0.54   | 0.58  |
| Théo Lecomte          | 2/3   | 3  | 0  | 2.33  | 0     | -                     | -                     | -                     | 0       | 0       | 0       | 0       | 0       | 0.33 | 0    | 0    | 0.33   | 0      | 0.33  |

## Bilan
La saison 2017-2018 est synonyme de changements. En effet, une grande partie de l'effectif est remplacée, dont l'entraîneur Nedeljko Ašćerić qui laisse sa place à Jean-Marc Dupraz, sans club depuis deux ans et son limogeage du CSP Limoges. En début de saison, trois joueurs sont sous contrat (Thomas Ceci-Diop, Elias Kherzane et Nicolas Taccoen) et le club enregistre neuf nouveaux arrivants (Maurice Acker, Rakeem Buckles, Alexis Desespringalle, Charles Galliou, Stéphane Gombauld, Maël Lebrun, Cory Remekun, Marcos Suka-Umu et Florent Tortosa) pour dix départs (Luka Ašćerić, Deonte Burton, Paul-Lou Duwiquet, DeQuan Jones, Pavel Marinov, Junior Mbida, Bryan Pamba, Mohamed Queta, Matoure Toure et Jean-Victor Traoré). Le pivot monténégrin Mihailo Sekulovic signe avec le LMB , mais est remplacé en début de saison par Cory Remekun, joueur davantage orienté sur le rebond et la défense. Quant à Maël Lebrun, il signe initialement un contrat de pigiste (car Thomas Ceci-Diop, Alexis Desespringalle et Florent Tortosa sont blessés en début de saison), mais signe un contrat pour le reste de la saison en janvier 2018,,.
En plus du championnat Pro B, Lille dispute deux autres compétitions en début de saison : la Leader's Cup et la Coupe de France. Dans le groupe A de la Leader's Cup avec les clubs du Havre et de Rouen, le Lille Métropole Basket est éliminé en phase de poule, avec un bilan de une victoire et trois défaites. En coupe de France, Lille est éliminé en 32e de finale lors de la rencontre contre Denain, perdue à domicile.

## Sources
- Ligue Nationale de Basket-ball
- La Voix du Nord
- BeBasket